# 아담 북사
아담 북사(폴란드어: Adam Buksa, 1996년 7월 12일 ~ )는 덴마크 수페르리가 클럽 미트윌란과 폴란드 국가대표팀에서 스트라이커로 활약하는 폴란드의 프로 축구 선수이다. 그는 알렉산데르 북사의 형이다.

## 구단 경력

### 랑스
2022년 6월 7일, 뉴잉글랜드 레벌루션은 북사가 클럽을 떠나 1,000만 달러의 이적료로 리그 1 클럽 랑스로 이적할 것이라고 발표했다. 그는 2022년 7월 10일, 랑스에 합류했다. 그는 2022년 9월 9일, 트루아와의 경기에서 리그 1에 처음 출전했다.

#### 안탈리아스포르로의 임대
2023년 7월 18일, 북사는 튀르키예 클럽 안탈리아스포르로 한 시즌 동안 임대되어 이적 옵션을 제공받았고, 그의 동료인 야쿠프 카우진스키와 합류했다. 그는 시즌을 33경기에 출전해 16골을 넣으며 마무리했으며, 2023-24년 시즌 동안 안탈리아스포르의 모든 대회에서 득점왕을 차지했다. 2024년 5월 25일, 클럽에서 마지막 경기를 치른 다음 날, 북사는 인스타그램을 통해 임대 기간이 만료되면 안탈리아스포르를 떠날 것이라고 발표했다.

### 미트윌란
2024년 7월 11일, 북사는 4년 계약으로 덴마크 클럽 미트윌란으로 이적했으며, 이적료는 450만 유로로 보고되었다. 그는 7월 19일, 오르후스와의 리그 경기에서 1-1 무승부를 기록하며 데뷔 전에서 득점했다.

## 국가대표팀 경력
북사는 2018년 11월 15일, 체코와의 친선 경기에서 당시 감독이었던 예지 브젱체크의 폴란드 국가대표팀 소집을 처음 받았지만, 폴란드의 1-0 패배에는 출전하지 못했다. 그는 또한 2018-19년 UEFA 네이션스리그 A에서 폴란드가 포르투갈과 1-1로 비긴 원정 경기에서 사용되지 않은 예비 선수로 활약했으며, 폴란드는 최하위를 기록했지만 이후 UEFA의 형식 수정으로 인해 강등 위기에서 벗어났다.
3년간의 공백을 깨고 마침내 알바니아를 상대로 2022년 FIFA 월드컵 예선 선발로 국가대표팀에 데뷔한 북사는 폴란드가 발칸 팀을 상대로 홈에서 4-1로 승리하는 데 기여한 경기에서도 한 골을 넣었다.
국가대표팀에서 두 번째 출전한 북사는 폴란드가 산마리노를 상대로 7-1로 승리하면서 사상 첫 해트트릭을 완성했다.
북사는 2024년 6월 7일, 독일에서 열린 UEFA 유로 2024에 출전하는 폴란드의 첫 국제 대회에 선발되었다. 6월 16일, 폴란드가 네덜란드를 상대로 한 대회 개막전에서 전반 16분 코너킥으로 득점하며 폴란드에 초반 리드를 안겼고, 코디 학포와 부트 베르호스트의 골로 패해 1-2로 패했다.